# Monte Chianiello
Il Monte Chianiello (1.319 m s.l.m.) è un monte del Cilento, situato nell'Appennino Lucano e posto all'interno del Parco Nazionale del Cilento, nella provincia di Salerno.

## Caratteristiche
Il monte Chianiello è la cima più elevata della dorsale montuosa che divide la valle del fiume Calore da quella del fiume Alento, della quale fanno parte anche i monti Vesole, Faito e i monti su cui sono posti Magliano Nuovo e Capaccio Vecchia.
Ulteriore cima dello stesso monte è quella di Varco Cervone (1.094 m s.l.m.), posta a spartiacque tra il corpo principale del Chianiello e il Vesole. 
A mezzacosta rispetto all'altura sono ubicati i paesi di Monteforte Cilento e Capizzo, quest'ultima frazione di Magliano Vetere. Tra la cima e il paese di Capizzo vi è incastonata nelle rocce la cappella rupestre medievale di San Mauro, patrono del borgo.